# Tresor de Xest
El tresor de Xest és un conjunt de joies i monedes d'or i plata trobades a l'interior de dos atuells a la partida de la Safa a Xest (País Valencià) el 1864 (1865 segons Judit Molera i Marimon) i que, segons els estudiosos, es va ocultar 200 anys, aproximadament, abans de Crist, en plena Segona Guerra Púnica, època de Cartago (s. IV aC). Ha estat considerat un dels conjunts monetaris més importants trobats al País Valencià.
El descobriment inicial va ser un recipient de ceràmica amb tapa de plata que contenia, segons Jacobo Zóbel (primer estudiós que es va interessar en el tresor), 48 monedes d'argent; 1 torca, un fermall i dos braçalets d'or; 3 braçalets i tres anells de plata; i diverses barretes de plata fosa, de diversos pesos.
Destaca un denari Sydenham 140 (RRC 44.5 des 211 a. C.), que ha servit per datar-lo. El tresor va resultar en la seva època una troballa de gran rellevància, però, al contrari del cas del tresor de Villena, trobat gairebé un segle després, no es va poder conservar en tota la seva magnitud: la majoria de les monedes i un nombre indeterminat de peces de joieria van ser portats a València per a la seva fosa. El poc que en queda s'exposa actualment al Museu d'Història de València.
Els braçalets d'argent són llisos amb els extrems apuntats, no estan signats ni identificats individualment amb un número d'inventari concret.
Per la seva banda, els tres penjolls zoomòrfics d'or consisteixen en unes petites plaques unides entre si, que presenten la superfície treballada amb motius geomètrics i zoomòrfics, possiblement d'ofidi, perquè no hi ha una opinió única entre els experts. A la part superior presenten unes abraçadores circulars que els permeten acoblar-se a un collaret. Igual que els braçalets, no estan signats ni identificats individualment amb un número d'inventari concret.
La fíbula anular està formada per un cèrcol pla de 4,1 centímetres de diàmetre i 2,3 centímetres d'alçada, decorat mitjançant puntejat i pont abstracte d'inspiració zoomorfa que presenta diverses interpretacions, com cap de cavall, doble màscara o closca animal.
Finalment, el collaret d'or compost per quatre gruixuts fils retorçats en espiral, entrellaçats i enrotllats, de secció circular i diàmetre decreixent des del centre (entre 7 i 10 mm) a l'exterior (3 mm). Per tècnica i tipologia s'hauria de datar entre finals del segle IV i inicis del segle iii aC. Dins de l'orfebreria aurífera és una peça única, encara que existeixen exemples similars en torques funiculars de plata.